# Adjuntas
Adjuntas est une municipalité de Porto Rico (code international : PR.AJ) qui s'étende sur une superficie de 173 km2 et regroupe 18 020 habitants en 2020.

## Géographie
Adjuntas est une municipalité se trouvant dans la cordillère Centrale. Elle accueille la forêt d'État du mont Gilarte nommée d'après le cinquième plus haut sommet de l'île, le mont Guilarte (1 199 m).